# Drabina Jakuba (elektryczność)

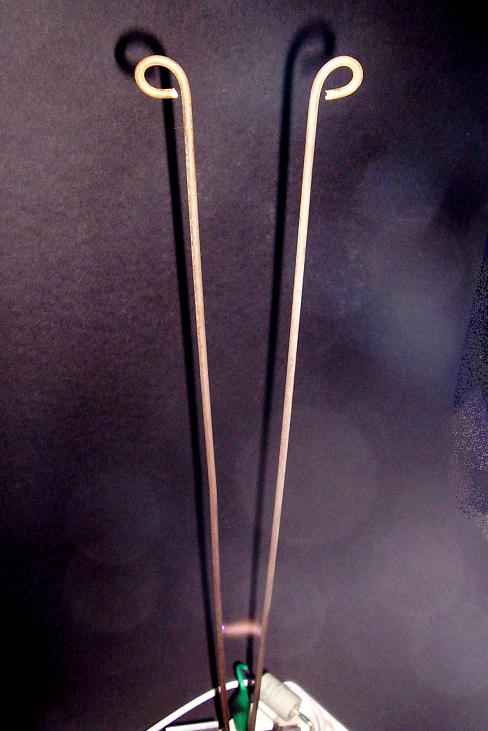
Drabina Jakuba. Na dole pojawia się łuk elektryczny.

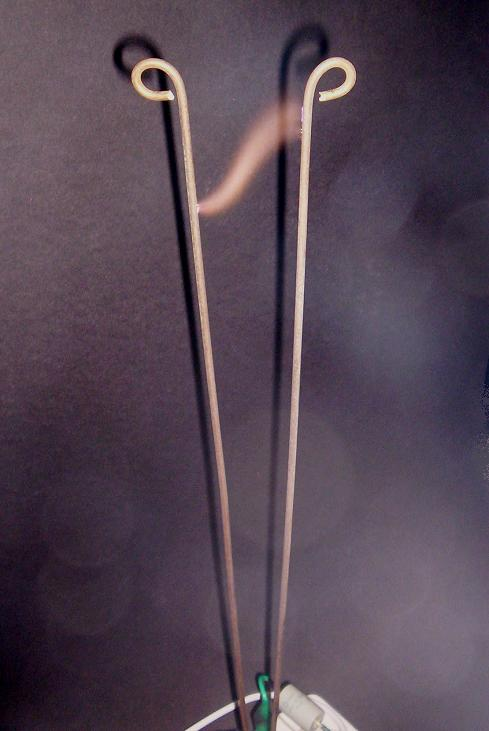
Po sekundzie łuk jest prawie u szczytu.

Drabina Jakuba w fizyce – urządzenie elektryczne zbudowane z dwóch metalowych prętów (najczęściej stalowych), ułożonych względem siebie na kształt litery "V". Pręty tworzą elektrody, które się nie dotykają. Między nimi jest duża różnica potencjałów rzędu kilkunastu lub kilkudziesięciu kilowoltów. Różnica jest na tyle duża, że następuje przebicie powietrza i powstaje łuk elektryczny. Pod wpływem przepływu prądu powietrze w łuku nagrzewa się i dzięki konwekcji unosi się w górę. W efekcie cały łuk unosi się tworząc efektowne zjawisko. W miarę jak łuk będzie przesuwał się w górę, będzie się zwiększała jego długość i w końcu zostaje przerwany. Na dole drabiny pojawia się wtedy nowy łuk. I sytuacja powtarza się.
Inicjacja łuku następuje na dole drabiny przy małej odległości prętów. Najmniejsza odległość między prętami u podstawy drabinki powinna wynosić około 1,5–3 mm.
Nazwa pochodzi od biblijnej drabiny Jakubowej.